# Kiruna (stacja kolejowa)
Kiruna – stacja kolejowa w Kirunie w Szwecji na zelektryfikowanej linii łączącej południe Szwecji z portem w Narwik, odległym o 169 km. 

## Ruch pasażerski
Stacja ma 2 połączenia dziennie z Narwikiem oraz 4 z Luleå i innymi miejscowościami na południu kraju.

## Obsługa pasażerów
Stacja jest oddalona 300 m od centrum miasta. Kasa biletowa, poczekalnia, przystanek autobusowy, parking krótkoterminowy.